# El concert
El concert (títol original en francès: Le Concert) és una pel·lícula coproduïda entre França, Itàlia, Romania, Bèlgica i Rússia dirigida per Radu Mihaileanu i estrenada l'any 2009. Ha estat doblada i subtitulada al català.

## Repartiment
- Aleksei Guskov: Andreï Filipov
- Mélanie Laurent: Anne-Marie Jacquet
- Dmitri Nazarov: Sacha
- François Berléand: Olivier Morne Duplessis
- Valeriy Barinov: Ivan Gavrilov
- Lionel Abelanski: Jean-Paul Carrère
- Aleksandr Komissarov: Victor Vikitch
- Miou-Miou: Guylène de La Rivière

## Premis i nominacions[calcitació]

### Premis
- 2010
  - César al millor so
  - César a la millor banda sonora per Armand Amar

### Nominacions
- 2010
  - César a la millor pel·lícula
  - César al millor director per Radu Mihaileanu
  - César al millor guió original
  - César al millor muntatge
- 2011
  - Globus d'Or a la millor pel·lícula estrangera